# Bittersweet (canción de Sophie Ellis-Bextor)
«Bittersweet» (En español: «Agridulce») es el tercer sencillo de la cantante Sophie Ellis-Bextor para promover su cuarto álbum "Make a Scene". Se estrenó en la radio Gaydar el 8 de marzo de 2010, y su video se estrenó el 23 de marzo de 2010 en Popjustice. La primera actuación en vivo de "Bittersweet" tuvo lugar en el Festival "Little World" en Méribel, Francia el 17 de marzo de 2010. El sencillo ha sido nominado para Popjustice £20 Music Prize.

## Crítica
La recepción de la crítica de "Bittersweet" fue positiva. Popjustice declaró estar "completamente encima de la media" y "más o menos lo contrario de un disco de pop basura". "Bittersweet" también le fue con una crítica favorable de Digital Spy y The New York Post.
Digital Spy dio cinco estrellas a "Bittersweet", opinando sobre: "El año pasado, "Heartbreak (Make Me A Dancer)" era una pista de baile de buena fe, alegría, por lo que no es de extrañar que Sophie Ellis-Bextor (...) Sin embargo "Bittersweet" no es la hermana gemela de Heartbreak "(...)" Es un buen toque para los clubes de los 80's.
BBC Radio 1 le dio a "Bittersweet" 3 estrellas de 5, que indica "que la voz es una especie de huelga, por una falta de heladas y frío en el exterior. Y aunque no hay duda en cuanto a su belleza y encanto, que también se ve un poco como una pintura al óleo, que milagrosamente ha llegado a la vida. Adorable al mirar, pero de alguna manera preocupante también. Estos son todos los puntos de más, por cierto". El examen también se hace una comparación con el éxito de las Girls Aloud 'Untouchable'. No es que las dos canciones son tan similares que no pueden distinguirlos, pero hay bastante similitud.
The Guardian le dio 5 estrellas, declarando: "Sophie Ellis-Bextor debe parecer bastante pasada de moda en estos días comparada con Lady Gaga, Kesha etc. pero mientras se enfrenta a ir y venir, canciones como esta son éxitos en los clubes y nunca se caen de la moda."

## Vídeo
El video de la canción fue filmado en Londres, Reino Unido 12 de marzo. Fue dirigido por Chris Sweeney. El video se estrenó el 23 de marzo en Popjusticeweb. El vídeo cuenta con escenas de baile, efectos de luz, escenas en cámara lenta, lluvia de pétalos y papeles, pintura y polvo que les son arrojados a Sophie en numerosas ocasiones, creando así un efecto sumamente apantallante.

## Posicionamiento
El sencillo debutó en el puesto 25 en el Reino Unido, vendiendo 9.941 copias en su primera semana.
| Gráfico (2010)                              | Posición máxima |
| ------------------------------------------- | --------------- |
| Belgium Wallonia Ultratip (Bélgica)         | 3               |
| Estonia Top 40 Airplay (Estonia)            | 6               |
| Top 10 (México)                             | 1               |
| Polish Airplay Chart (Polonia)              | 3               |
| Slovakia Top 100 Airplay Chart (Eslovaquia) | 18              |
| UK Club Chart (Reino Unido)                 | 14              |
| UK Singles Chart (Reino Unido)              | 25              |
| UK Download Chart (Reino Unido)             | 38              |
| Ukraine Top 40 (Ucrania)                    | 12              |